# Choc et effroi
Pour le film de 2017, voir Shock and Awe (film).
La doctrine choc et effroi (de l’anglais Shock and Awe, ce qui peut se traduire par « Choc et stupeur »), ou de « domination rapide », est une doctrine militaire basée sur l'écrasement de l'adversaire à travers l'emploi d'une très grande puissance de feu, la domination du champ de bataille et des manœuvres, et des démonstrations de force spectaculaires pour paralyser la perception du champ de bataille par l'adversaire et annihiler sa volonté de combattre.
Elle a pour origine l'université de la défense nationale des États-Unis et pour rédacteurs Harlan K. Ullman (en) et James P. Wade (en) en 1996.
Elle a été mise en œuvre principalement lors de l'invasion de l'Irak en 2003.

## La doctrine de la domination rapide
La domination rapide est définie par ses auteurs, Harlan K. Ullman et James P. Wade, comme les efforts « pour porter atteinte à la volonté, au ressenti et à la capacité de compréhension de l’adversaire qui lui permettent de s’adapter ou de répondre à notre politique stratégique, en imposant un régime de choc et d’effroi ». De plus, la domination rapide permet « d’imposer un niveau de choc et d’effroi tel que la volonté de l'adversaire de continuer la lutte soit anéantie […, et de] prendre le contrôle de l’environnement, et paralyser les perceptions de l’adversaire et ses capacités de compréhension ou tant les saturer que l’ennemi se retrouve incapable de résister sur les plans tactique et stratégique. »
En présentant la doctrine dans un rapport à l’université de défense nationale des États-Unis en 1996, Ullman et Wade la décrivent comme une tentative d’élaborer une doctrine militaire post-guerre froide. La technique de domination rapide et le choc et l’effroi, selon eux, peut entraîner un changement révolutionnaire dans le domaine militaire aux États-Unis, alors que les effectifs sont réduits et que les techniques de l'information ont un rôle de plus en plus important dans la conduite des opérations militaires. La technique de domination rapide permettrait donc d'exploiter « la supériorité militaire, l’engagement de précision, et la domination dans le domaine de l’information » des États-Unis.
Ullman et Wade énumèrent quatre caractéristiques de la domination rapide :
- une connaissance et une compréhension de soi-même, de l’adversaire et de l’environnement ;
- la rapidité et la synchronisation dans l’exécution ;
- une exécution brillante ;
- un contrôle total de tout le champ de bataille[5].

Le choc et l’effroi sont le plus souvent définis par Ullman et Wade comme l’effet obtenu par la domination rapide d’un adversaire. C'est l’état désiré d’un sentiment d’impuissance et de perte de volonté. Selon eux, il peut être obtenu par la destruction des centres de commandement ennemis, une suppression sélective des informations diffusées et la propagation de désinformation, le débordement des forces adverses, et la rapidité d’action.
La doctrine a depuis évolué vers le concept de « force décisive ». Pour Ullman et Wade, les différences entre les deux concepts sont les objectifs, l’usage de la force, la taille de l’armée, la rapidité, les pertes engendrées et la technique.

### Victimes civiles et destruction des infrastructures
Bien qu'Ullman et Wade affirment que « la réduction des pertes civiles, des morts, et des dégâts collatéraux a un sens politique qui aurait besoin d'être compris sur le front », leur doctrine requiert pourtant l'interruption de tous les moyens de communication, de transports, de production alimentaire, de distribution d'eau, et toutes les autres infrastructures, et, en pratique,« l'usage approprié du Choc et de l'effroi doivent provoquer […] un sentiment de menace et de peur d'agir, qui peuvent abattre totalement ou en partie la société adverse, ou réduire considérablement ses capacités de combattre par la destruction des moyens matériels ».
Les auteurs imaginent l'exemple d'une invasion de l'Irak vingt ans après l'opération Tempête du désert : ils affirment qu’« abattre le pays nécessiterait d'une part la destruction physique d'infrastructures ciblées, et d'autre part l'interruption et le contrôle de tous les flux d'informations et commerciaux importants, et ce de façon si rapide qu'on puisse obtenir un choc comparable à celui obtenu par les bombardements nucléaires d'Hiroshima et de Nagasaki sur les Japonais ».
Ullman reprit le même exemple sur CBS News quelques mois avant l'invasion de l'Irak : « Imaginez que vous êtes un général tranquillement assis à Bagdad, et que soudainement trente de vos QG divisionnaires sont détruits. La ville tombe aussi. Par cela, je veux dire que l'électricité et l'eau sont coupées. En 2, 3, 4, 5 jours, ils seront épuisés, physiquement, émotionnellement et psychologiquement ».

## Exemples historiques

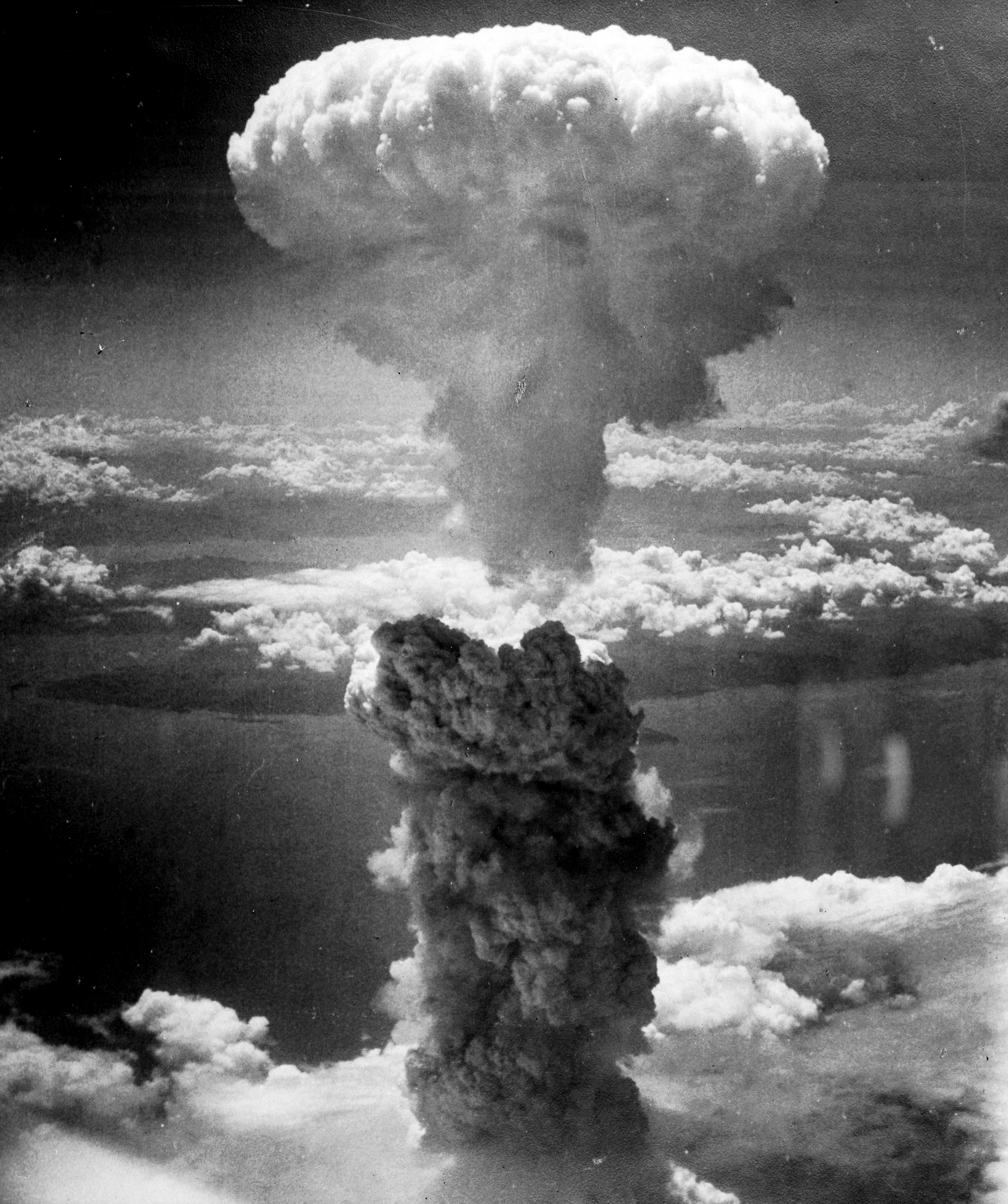
Selon ses théoriciens, la doctrine du « choc et effroi » annihile la volonté de résistance de l’adversaire par une démonstration de force écrasante. Ullman fait référence aux bombardements atomiques de Hiroshima et Nagasaki comme exemple de « choc et d’effroi ».

Ullman et Wade soutiennent que certaines applications militaires sont des illustrations de certains concepts du « choc et effroi ». Ils citent neuf exemples, dont :
- Hiroshima et Nagasaki : application du choc et de l’effroi par « des niveaux de destruction massive et instantanée, presque incompréhensibles, ayant une influence directe sur la plus grande part d’une société, à la fois l’opinion publique et les élites dirigeantes, plus que le ciblage d’objectifs militaires ou stratégiques en petit nombre ».
- Bombardement tapis : le bombardement-tapis est décrit par Ullman et Wade comme « la concentration d’une grande puissance destructrice contre des cibles militaires et la zone alentour ».
- Guerre éclair : l’intention est de frapper avec une précision chirurgicale et en utilisant une puissance concentrée sur un secteur restreint pour atteindre un niveau de puissance maximale avec le maximum d’économies d’échelle.
- Sun Zi : la « décapitation instantanée de cibles militaires ou civiles choisies pour obtenir le choc et l’effroi ».
- exemple haïtien  : « l’exposition spectaculaire de la force provoquent choc et effroi et a comme effets la démoralisation, les fausses nouvelles et la désinformation ».
- les légions romaines : « elles obtiennent le choc et l’effroi par leur capacité à maîtriser les perceptions et la peur de l’adversaire, basée sur sa propre croyance en sa vulnérabilité et en l’invincibilité romaine ».
- Déclin : « provoquer une dépression sociale sur une longue période, mais sans l’utilisation de destruction massive ».
- Police montée : l’utilisation sélective de force soulignant « les capacités d’opposition aux forces adverses en présence pour atteindre des objectifs militaires ».

## Guerre d'Irak

### Conception
Avant l’invasion de l’Irak en 2003, les officiels de l’armée des États-Unis indiquaient que leurs plans mettaient en œuvre la doctrine « choc et effroi ».

### Estimations controversées d’avant-guerre
Avant son application dans les plans d’invasion de l’Irak, la doctrine a suscité de la méfiance dans l’administration Bush : allait-elle être efficace ? Selon un reportage de la CBS, « un officiel l’a qualifiée de bunch of bull », mais confirme que les plans de guerre sont basés sur cette doctrine. Le correspondant de CBS, David Martin, relève que l’année précédente, durant l’opération Anaconda en Afghanistan, les forces américaines ont été désagréablement surprises par « la volonté des membres d’Al-Qaïda de combattre jusqu’à la mort. Si les Irakiens combattent, les Américains devront se renforcer et combattre à l’ancienne, en écrasant la Garde républicaine, et cela entraînera beaucoup plus de pertes des deux côtés ».

### La campagne
Une campagne de bombardement limitée commence le 19 mars 2003 par des tentatives infructueuses de tuer Saddam Hussein. Elle se poursuit par le bombardement d’un petit nombre de cibles jusqu’au 21 mars, date à laquelle commencent, à 17 heures, les principaux bombardements des forces de la coalition rassemblée sous l’égide des États-Unis. Ses forces font environ 1 700 sorties aériennes (dont 504 utilisent des missiles de croisière). Les forces terrestres de la coalition commencent leur offensive sur Bagdad les jours suivants, avant de prendre la ville le 5 avril, et les États-Unis s’annoncent victorieux le 14 avril.
Dans ce contexte, l’opération « choc et effroi » fait référence au début de la campagne irakienne, et non à l’insurrection qui a suivi.

### Évaluations controversées d’après-guerre
Il est difficile de dire dans quelle mesure les États-Unis ont réellement appliqué la doctrine choc et effroi, d’autant que les déclarations postérieures à la guerre sont contradictoires. Deux semaines après la proclamation de la victoire, le 27 avril, le Washington Post publie un entretien avec des militaires irakiens qui détaillent la démoralisation et les failles du commandement. Selon ces soldats, les bombardements de la coalition ont pris une extension surprenante et ont eu un effet démoralisant extrêmement important. Quand les chars américains ont traversé les lignes de la Garde républicaine et de la Garde républicaine spéciale (en) des abords de Bagdad jusqu’aux palais présidentiels, les troupes présentes en ville ont subi un choc. D'après eux, aucune structure n’était intacte quand l’armée américaine est entrée à Bagdad, et la résistance s’est écroulée sous l'idée que « ce n’est pas une guerre, mais du suicide ».
Au contraire, dans une présentation d’octobre 2003 au Comité des services armés de la Chambre des représentants, une équipe du Collège de guerre de l’US Army n’attribue pas son succès à la domination rapide. Au contraire, ils font référence à leur supériorité technique et à l’inefficacité des Irakiens : « La vitesse d’action de la coalition n’a pas touché le moral des Irakiens. De plus, les unités irakiennes n’ont cessé le combat qu’après un affrontement avec les troupes de la coalition à proximité d’une ville ».
D'après Bijal Trivedi, chercheur du National Geographic, « Même après plusieurs jours de bombardement, les Irakiens ont montré une résilience remarquable. Beaucoup ont continué leurs activités quotidiennes, aller travailler et faire les courses, avec les bombes tombant autour d’eux. Selon certains analystes, l’attaque militaire a peut-être été trop précise. Elle n’a pas provoqué de choc et d’effroi chez les Irakiens et, finalement, la ville n'a été prise qu'après des combats rapprochés dans les banlieues de Bagdad. ».

### Critiques sur l’exécution
Le principal auteur de Shock and Awe: Achieving Rapid Dominance (en anglais : Choc et effroi : la réalisation de la domination rapide), Harlan Ullman, est l’un des critiques les plus virulents de la campagne menée en Irak. Selon lui, « la campagne actuelle ne correspond pas à ce que nous avions envisagé » ; et, en outre, « le bombardement qui a illuminé le ciel nocturne de Bagdad […] ces jours derniers n’a pas montré la force, la portée et les dimensions de l’éventail de moyens sur lequel était basé le plan choc et effroi ». À la question « Est-il trop tard pour le Choc et l’effroi ? », Ullman répond « Nous ne l’avons pas vu ; il n’arrive pas »[réf. nécessaire].
Ullman note que le plan prévu aurait requis « une attaque au centre de Bagdad, la prise de contrôle du centre, suivies de prises de contrôle successives à partir du centre-ville ». De plus, « la campagne de bombardement n’a pas visé directement les forces militaire irakiennes sur le champ de bataille, notamment les divisions de la Garde républicaine et les relais du pouvoir politique, mais plutôt les quartiers-généraux du Parti Baas ». Au lieu de la tactique préconisée, selon Ullman, on a donc plutôt assisté à un siège[réf. nécessaire].
Il semble que l’administration Bush soit revenue sur la campagne de bombardement de l’Irak, et que le plan original a été modifié quelques jours avant sa mise en œuvre, « les pertes civiles ayant joué un rôle dans cette décision politique »[réf. nécessaire].
Selon Brian Whitaker, correspondant du Guardian en 2003, « pour quelques pays arabes ou musulmans, la doctrine « choc et effroi » est un terrorisme sous un autre nom ; pour d’autres, un crime qui n’a rien à envier au 11 septembre ». De même, les opposants à la guerre et le chiite radical Moqtada al-Sadr ont qualifié l’action américaine en Irak de terroriste,.

### Pertes
L’Iraq Body Count, un projet de l'Oxford Research Group (en), ONG non violente et militant pour le désarmement, compte environ 6 616 morts civiles dues à l’action des forces conduites par les États-Unis durant la phase de conquête, y compris lors de la campagne de bombardement choc et effroi.
Ces résultats sont contestés par l’armée américaine (qui ne compte pas les morts du camp adverse) et le gouvernement irakien pro-américain. Le lieutenant-colonel Steve Boylan, chargé de relations publiques à Bagdad, refuse de discuter des méthodes de l’IBC, qu’il affirme ignorer, et indique que l’US Army « fait tout ce qu’elle peut pour éviter les pertes civiles ». Le chercheur du National Geographic Bijal Trivedi affirme qu'« Il y a des pertes civiles, mais les frappes restent, la plupart du temps, chirurgicales ».

## Popularité de l’expression

### Utilisation commerciale
Après l’invasion de l’Irak, en 2003, l’expression choc et effroi a connu plusieurs utilisations commerciales. Le bureau américain d’enregistrement des marques, le United States Patent and Trademark Office, a enregistré au moins 29 demandes d’utilisation exclusives. La première est issue d’une compagnie de lutte contre les incendies, et a été déposée le premier jour du bombardement de Bagdad. Le lendemain du début de l’invasion, Sony a enregistré la marque pour une utilisation dans un jeu vidéo, mais a retiré sa demande plus tard, la qualifiant de mauvaise décision. Le terme est utilisé pour des équipements de golf, un insecticide, des boules de bowling, une course de chevaux, un shampooing, et des préservatifs.
Dans un entretien, Harlan Ullman indique qu’il croit que l’utilisation du terme pour vendre des produits est « probablement une erreur », et « la valeur ajoutée sera comprise entre rien et peu ».

### Culture populaire

#### Livres
- Dans le roman de Max Brooks, World War Z, un ancien soldat américain raconte comment les militaires ont essayé de mettre en œuvre la tactique choc et effroi sur les zombies, en utilisant une technologie et des armes de pointe là où des méthodes plus simples auraient fonctionné. Et les zombies utilisent leur propre tactique de choc et d’effroi pour battre les Américains.

#### Musique
- Le titre de l’album country Shock'n Y'all (en) de Toby Keith, sorti en 2003, est un jeu de mots sur le nom de la doctrine.
- L’album Living with War de Neil Young, sorti en 2006, inclut la chanson Shock and Awe. L’album est tout entier une réponse de Young à la conquête de l’Irak.
- Fin 2007, le premier album de Xannon Shirley (en) The Tongue est intitulé Shock & Awe.

#### Cinéma
- L’expression est utilisée dans le film Avatar de James Cameron, sorti en 2009 ; celui-ci a reconnu qu’il s’agit d’une référence à la guerre en Irak.

#### Séries
- Dans un épisode de Burn Notice intitulé Broken Rules, Michael Weston utilise différentes tactiques qu’il rattache à la domination rapide[23].
- Dans la série télévisée Lost, l'expression est utilisée dans un épisode. Dans cet épisode, des mercenaires détruisent complètement Dharmaville et demandent à toutes les personnes de se rendre pour qu'ils ne combattent pas.

#### Jeu vidéo
- Dans les différentes éditions du jeu Command and Conquer, l’expression « choc et effroi » est utilisée (1er et 3e opus).
- Dans le jeu vidéo Call of Duty 4: Modern Warfare, une mission du jeu se déroule durant un conflit au Moyen-Orient et est appelé « Choc et effroi ». Durant ce niveau de jeu, les Marines attaquent une ville du Moyen-Orient, en utilisant une force écrasante pour capturer le terroriste Khaled Al-Asad. Les moyens utilisés comptent un grand nombre de Marines, des hélicoptères Cobra et des chars M1A1 Abrams. La mission échoue avec l'explosion d’une tête nucléaire.
- Dans Team Fortress 2, le soldat incarne cette doctrine.